# Aechmea sphaerocephala
Espèce
Classification phylogénétique
Aechmea sphaerocephala est une espèce de plantes à fleurs de la famille des Bromeliaceae, endémique de la forêt atlantique (mata atlântica en portugais) au Brésil.

## Synonymes
- Chevaliera gigantea Maury[1] ;
- Chevaliera sphaerocephala Gaudich.[1] ;
- Chevaliera sphaerocephala (Baker) L.B. Sm. & W.J. Kress[1].

## Distribution
L'espèce est endémique des États d'Espírito Santo et de Rio de Janeiro au Brésil.

## Description
L'espèce est épiphyte.